# Oscar de la Renta
Óscar de la Renta, né Óscar Arístides de la Renta Fiallo le 22 juillet 1932 à Saint-Domingue et mort le 20 octobre 2014 à Kent (États-Unis), est un styliste de mode américain d'origine dominicaine. Il reste connu pour avoir habillé la haute société, essentiellement américaine.

## Biographie

### Jeunesse et débuts
Né en République dominicaine d'une mère dominicaine et d'un père portoricain, Oscar de la Renta a six sœurs. Son père, qui possède et dirige une compagnie d'assurances, souhaite le voir prendre sa succession mais sa mère le soutient alors qu'il montre ses aptitudes au dessin. Il part à Madrid en Espagne à dix-huit ans, où il étudie la peinture à l'Académie royale des beaux-arts San Fernando, mais se dirige rapidement vers le domaine de la mode. Il commence à esquisser des modèles pour de grandes maisons de mode espagnoles, ce qui lui ouvre les portes d'un apprentissage chez le plus célèbre couturier espagnol, Cristóbal Balenciaga en personne. 
En 1956, il dessine la robe de la fille de l'ambassadeur des États-Unis John Davis Lodge pour le bal des débutantes, sur la demande de la mère, Francesca Lodge ; la jeune femme pose avec en une de Life : cette couverture est le tremplin de sa carrière. Puis il devient assistant d'Antonio Castillo chez Lanvin à Paris. Ses influences hispaniques inspireront fortement son travail.
Du fait de ses origines, il déclarait : « Je suis l'unique créateur venu du tiers-monde ».

### Carrière
En 1963, il est partagé entre choisir la création de modèles chez Elizabeth Arden ou de chaussures et d'accessoires chez Christian Dior-New York. Il demande alors conseil à Diana Vreeland, rédactrice en chef de Vogue, en lui précisant qu'il veut vraiment s'occuper de prêt-à-porter, « parce que c'est là où est l'argent ». « Alors optez pour Arden car vous vous ferez plus vite un nom. Elle n'est pas une créatrice, donc elle vous mettra en avant. Dans l'autre maison, vous serez toujours éclipsé par le nom de Dior. » De la Renta travaille donc pour Elizabeth Arden au sur-mesure et peut lancer sa propre marque de prêt-à-porter deux ans plus tard avec Jane Derby Manufacturing. Malgré le succès de ses créations, il reste attiré fondamentalement par la couture. Dans les années 1970, il adopte la nationalité américaine,.
En 1973, il fait son premier défilé à Paris lors de la « Versailles battle », une soirée de récolte de fonds pour le château, qui confrontait pour la première fois de l'histoire de la mode les couturiers européens (Hubert de Givenchy, Yves Saint Laurent, Emanuel Ungaro, etc.) avec la jeune garde américaine (Oscar de la Renta, Roy Halston, Anne Klein (en), Bill Blass et Stephen Burrows (en)), devant sept cents personnalités, dont la princesse Grace de Monaco, Andy Warhol ou Liza Minnelli. Les industriels, qui signent alors les contrats de licence avec les institutions de la mode.
En 1985 et 1987, il est responsable de collection chez Dior (secteur New York)[réf. nécessaire]. Il est l'un des trois principaux protégés du Baron de Gunzburg, les deux autres noms tout aussi prestigieux étant Bill Blass et Calvin Klein. Puis, à partir de 1992, il dessine pour Balmain juste après avoir présenté sa propre collection lors de la Fashion Week de Paris. De 1993 à 2002, il dessine les collections de Balmain, devenant le premier designer de la mode américaine à concevoir des modèles pour une maison de couture française,.
Oscar de la Renta est reconnu comme l'un des plus grands stylistes du monde, habillant la haute société essentiellement américaine,. Il se distingue plus particulièrement pour ses robes de mariée comme celle d'Amal Alamuddin l'épouse de George Clooney, ses robes de soirées pour les stars des cérémonies comme les Oscars et les Golden Globes et pour avoir habillé plusieurs des Premières dames américaines, depuis Betty Ford. Il n'a cependant pas « révolutionné » la mode mais a créé « la remarquable combinaison d'une mode, disons conventionnelle et d'une image positive, contemporaine » déclare Didier Grumbach, président d'honneur de la Fédération française de la couture.
Il est par ailleurs président du Conseil des créateurs de mode américains (CFDA) de 1973 à 1976, puis de 1987 à 1989.

### Vie privée
Marié en 1967 avec Françoise de Langlade (en), éphémère rédactrice en chef du Vogue français, qui meurt en 1983 d'un cancer, il est présenté grâce à elle à de nombreux cercles mondains ; Olivier Echaudemaison, directeur artistique du maquillage chez Guerlain raconte : « Elle lui a ouvert son carnet d'adresses, lui a présenté Marie-Hélène de Rothschild, Hélène Rochas, Nancy Kissinger… ». Il se remarie six ans plus tard avec Anne Mannheimer, « figure de l’upper class américaine ». Grace à sa femme, il devient une personnalité de premier plan à New York. En 1986, il adopte un fils Moisés, âgé de deux ans et originaire lui aussi de République dominicaine, qui obtient la citoyenneté américaine en 1992.
Il meurt en octobre 2014 d'un cancer. Ses obsèques sont célébrées en l'église Saint-Ignace-de-Loyola de New York.

## Récompenses et honneurs
En 1999, il reçoit la Médaille d'or du mérite des beaux-arts par le ministère espagnol de l'Éducation, de la Culture et des Sports.
Il reçoit le prix du Créateur de l'année du Conseil des créateurs de mode américains en 2000 et 2007, pour le meilleur vêtement féminin, avec Proenza Schouler, puis en 2013 un « Founders Award ». En 1989, le prix Geoffrey Beene lui est attribué pour l'ensemble de sa carrière par la même institution. Il remporte également deux fois le prix de l'American Fashion Critic. 
La République dominicaine l'honore de l'ordre al Mérito de Juan Pablo Duarte, et de l'ordre de Cristòbal Colòn.

## Œuvres philanthropiques et culturelles
Il est membre du comité du Metropolitan Opera, du New York Opera House, du Carnegie Hall et de la chaîne de télévision éducative Channel Thirteen/WNET. Il participe activement à plusieurs œuvres caritatives comme New Yorkers for Children ou The America's Society et assure la présidence du Queen Sofia Spanish Institute de New York, qui assure la promotion de la langue et de la culture espagnoles.
Dans son pays d'origine, De la Renta a beaucoup contribué à la construction d'un orphelinat dans la ville de La Romana et d'une école près de chez lui à Punta Cana, qui n'en comptait pas.